# Црква Светог архангела Гаврила у Бешенову
Црква Светог архангела Гаврила у Бешенову, насељеном месту на територији Града Сремска Митровица, припада Епархији сремској Српске православне цркве.
Црква посвећена Светом архангелу Гаврилу подигнута је 1814. године.